# Susan Blakely
Susan Blakely, född 7 september 1948 i Frankfurt am Main, är en amerikansk skådespelare. Hon är känd för rollen som Julie Prescott i TV-serien De fattiga och de rika, för vilken hon fick en Golden Globe Award. Hon har även haft roller i Skyskrapan brinner!, Over the Top samt gästroller i Maktkamp på Falcon Crest och 2 1/2 män.